# پیکو د آنتونیا
پیکو د آنتونیا (به لاتین: Pico de Antónia) یک کوه در دماغه سبز است که در central Santiago, Cape Verde واقع شده‌است. پیکو د آنتونیا ۱٬۳۹۲ متر بالاتر از سطح دریا واقع شده‌است.